# Matt Mullenweg
Matthew Mullenweg Charles (Houston, 11 de janeiro de 1984) é um empresário, desenvolvedor e músico que vive em São Francisco, Califórnia, mais conhecido por desenvolver o software código aberto WordPress (mantido pela The WordPress Foundation). Fundou a Automattic, uma empresa na Califórnia, que oferece serviço de blog WordPress gratuitamente. É também um entusiasta do código aberto, sendo o desenvolvedor líder na WordPress Foundation.
Desenvolvedor e fundador do popular gerenciador de blogs de código aberto  WordPress, Matt escreve no ma.tt, seu blog pessoal que usa um hack de domínio. Após sair do seu trabalho na CNET, ele dedicou a maior parte de seu tempo a desenvolver uma série de projetos de código aberto e é um palestrante frequente em conferências, como Northern Voice no Canadá e os eventos WordCamp organizados em torno do software WordPress.
No final de 2005, ele fundou a Automattic, empresa por trás WordPress.com e Akismet. Mullenweg frequentou a High School for the Performing and Visual Arts onde estudou jazz e saxofone. Mullenweg é usuário do teclado Dvorak simplificado.

## Criação do WordPress
Em junho de 2002, Mullenweg começou a usar o software de blog b2/cafelog para organizar fotos que tirou em uma viagem a Washington, depois de participar da competição National Fed Challenge. Ele contribuiu com algumas pequenas melhorias no código, em relação a entidades tipográficas e links permanentes mais limpos.
Meses depois que o desenvolvimento do b2 cessou, em janeiro de 2003, Matt anunciou em seu blog, um plano de bifurcar o software para atualizá-lo com padrões web e outras necessidades. Ele foi rapidamente contatado por Mike Little e juntos ele começaram a criar o WordPress a partir do código do b2. Logo, eles se juntaram ao desenvolvedor original do b2, Michel Valdrighi.  Mullenweg tinha apenas dezenove anos e era calouro na Universidade de Houston, na época.
Co-fundou a Global Multimedia Protocols Group em Março de 2004 com Eric Meyer e Tantek Çelik.
Em Abril de 2004, com o amigo e desenvolvedor do WordPress, Dougal Campbell, eles lançaram o Ping-O-Matic que notifica motores de busca sobre publicações de novas postagens em blogs Ping-O-Matic atualmente gerencia mais de 1 milhão de pings por dia.
Em Maio de 2004, o maior concorrente do WordPress, o Movable Type anunciou uma mudança radical em seus preços, o que levou muitos usuários a procurarem alternativas, o que popularizou o WordPress.
Em Outubro de 2004, Matt foi recrutado pela CNET para trabalhar o WordPress para eles e ajudá-los com novas ofertas de mídias. Matt abandonou a faculdade e se mudou de Houston para San Francisco, no mês seguinte.
Em Dezembro de 2004, Mullenweg anunciou o bbPress que ele escreveu do zero, em suas férias.
Mullenweg e o time do WordPress lançaram o WordPress 1.5 "Strayhorn" em  Fevereiro de 2005 e atingiu 900 mil downloads. O lançamento introduziu o sistema de temas, recursos de moderação e novo design para o painel e para o tema padrão.
Ao final de Março de 2005, Andrew Baio encontrou pelo menos 168 mil artigos escondidos no website do WordPress.org, uma técnica conhecida como cloaking. Mullenweg admitiu usar a forma de publicidade questionável e removeu todos os artigos do domínio.
Depois de um ano tranquilo, em Outubro de 2005 ele anunciou que estava deixando a CNET para se dedicar ao WordPress e atividades relacionadas.
Alguns dias depois, em 25 de Outubro, o Akismet tornou-se público. O Akismet é um esforço distribuído para cessar spams em comentários.
WordPress.com deixou de ser acessível somente através de convite e foi aberto ao mundo, em Novembro de 2005.
Em Dezembro de 2005 anunciou o Automattic, a empresa por trás do WordPress.com e Akismet. Funcionários da Automattic que contribuíram com o projeto WordPress, incluindo o desenvolvedor líder Ryan Boren e Donncha O Caoimh. Um acordo de licenciamento Akismet e pacote WordPress foi anunciado com o serviço de hospedagem  Yahoo! Small Business nessa época.
Em Janeiro de 2006 Mullenweg recrutou Oddpost CEO e executivo Yahoo!, Toni Schneider a se unir ao Automattic como CEO, elevando a companhia para o porte 5.